# Jósika Miklós Kör

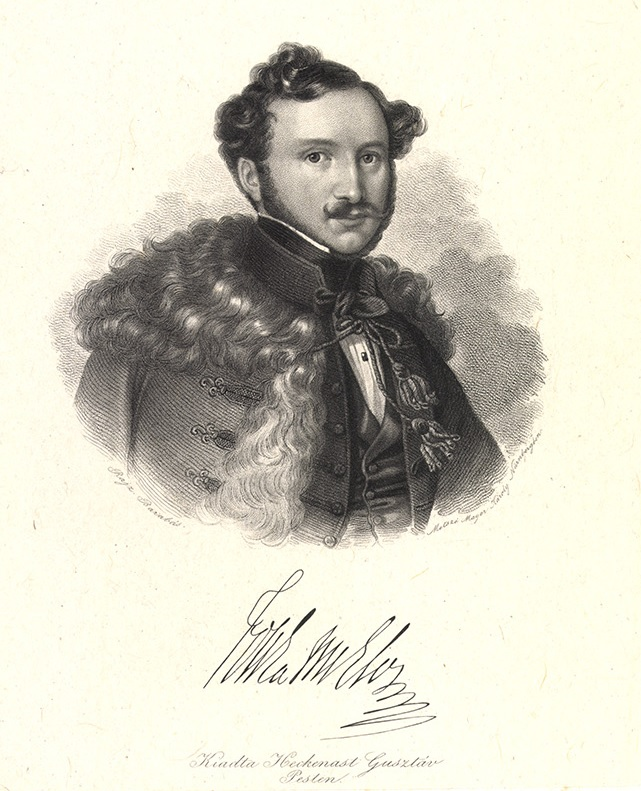
Jósika Miklós portréja, Barabás Miklós litográfiája (1820)

Jósika Miklós Kör – 1970 májusában irodalmi körként indult, majd általános művelődési fórum lett Tordán. Az 1980-as évek elejéig tudott működni, majd az 1989-es romániai forradalom után folytatta működését együttműködve a romániai magyar irodalmi körök fórumával, az 1990 március 10-én megalakult Erdélyi Műhellyel. Az 1990-es évek végén a Jósika Miklós Kör a Tordai Petőfi Társaság (1999) keretében újult meg Suba László keramikus szervezésében.

## A Kör alapítói, tevékenysége
Alapítói között van Bágyoni Szabó István, Lászlóffy Aladár és Vásárhelyi Géza. A köri tevékenység alapelveit Balázs Ferenc "vidékfejlesztési" elképzelései szerint dolgozták ki: irodalmi vita- vagy előadóestek, író–olvasó találkozók, a helyi művelődéstörténeti hagyományokat feltáró értekezések és kiszállások révén hozzájárulni az anyanyelvű kultúra fejlesztéséhez, a reális nemzetiségi önismeret erősítéséhez. A Jósika Miklós Kör a Kolozsvári Írók Társaságának és az Utunk szerkesztőségének védnöksége alatt állt, s rendszeres havi összejöveteleinek a helyi Művelődési Ház adott otthont. 1970-től Bágyoni Szabó István, 1977-től Imreh Lajos és Zsigmond Csaba líceumi tanár vezeti.
A kör 1973. május 6-án megtartotta a Tordáról és Aranyosszékről elszármazott írók és művészek találkozóját. Irodalmi estéket szervezett Torockón; találkozott a nagyenyedi Bethlen Gábor Kollégium diákjaival, a kövendi népfőiskola hallgatóságával. Évek során a kör vendége volt Anavi Ádám, Ábrahám János, Balogh Edgár, Banner Zoltán, Bartalis János, Bálint Tibor, Borbáth Károly, Dávid Gyula, Herédi Gusztáv, Hornyák József, Kányádi Sándor, Kántor Lajos, Király László, Kocsis István, Köntös-Szabó Zoltán, Láng Gusztáv, Lászlóffy Csaba, Létay Lajos, Marosi Péter, Mikó Ervin, Pálfi Miklós, Panek Zoltán, Sigmond István, Székely János, Szőcs Géza, Szőcs István, Szilágyi István, Veress Zoltán.
Lapok, folyóiratok (Utunk, Korunk, Művelődés, Igazság, Munkásélet) szerkesztőségeivel is találkozókat szerveztek. A kör újabb rendezvényei közül kiemelkedett a tordai Mihai Viteazul Líceum Balázs Ferenc Irodalmi Körével közösen rendezett emlékest Balázs Ferenc születésének 80. évfordulója alkalmából, a Babeș–Bolyai Tudományegyetem magyar szakos hallgatóinak József Attila-emlékműsora (1981), valamint az Aranyosszék történelmi múltját átfogó előadássorozat kolozsvári történészek (Bodor András, Csetri Elek, Egyed Ákos, Imreh István) hozzájárulásával.
2005. június 10–11-én Tordán az Erdélyi Múzeum-Egyesület (EME) Bölcsészet-, Nyelv- és Irodalomtudományi Szakosztálya, valamint a tordai Petőfi Társaság Aranyosszék-konferenciát tartott, amelyen áttekintették a térség szinte minden tudományágra vonatkozó témáját. A párhuzamosan zajló előadások történelmi, hely- és kultúrtörténeti, néprajzi, szociális antropológiai és nyelvészeti témájú értekezései között nehéz volt válogatni, jelezte Nagy Albert ótordai református lelkész, a helybeli Petőfi Társaság elnöke.